# Un extraño enemigo
Un extraño enemigo es una serie de televisión web Drama y suspenso político mexicana de ficción producida por Gabriel Ripstein Y Televisa para Amazon Prime Video. Su estreno se programó para el 2 de octubre de 2018, que recrea el movimiento estudiantil de 1968 y tiene como argumento principal la vida y trayectoria de Fernando Barrientos personaje inspirado en el político mexicano Fernando Gutiérrez Barrios, en el papel protagonista, quien es el jefe de la policía secreta mexicana y un hombre con una enorme ambición por el poder.  
El 9 de noviembre de 2018 se anunció que la serie sería renovada por una segunda temporada, estrenándose El 29 de septiembre de 2022 con 6 capítulos.

## Producción
En la serie conmemoran los 50 años de la llamada “Matanza de Tlatelolco” y el trágico final del movimiento estudiantil. El director de la serie es el productor, escritor, editor y director mexicano Gabriel Ripstein , quien también es uno de sus productores ejecutivos y escritores.
Entre los productores ejecutivos destacan también Eduardo Clemesha, Marco Polo Constandse, Andrea Gamboa, Leopoldo Gómez, Emilio Azcárraga Jean, Gabriel Ripstein y Avelino Rodríguez. y el director de fotografía de esta serie es Jaime Reynoso.

## Reparto
La serie Un Extraño Enemigo consta de ocho capítulos y es protagonizada por el actor Daniel Giménez Cacho, Antonio de la Vega y Fernando Becerril.
- Daniel Giménez Cacho como Fernando Barrientos (Fernando Gutiérrez Barrios)[15]
- Enrique Arrizon como Enrique  Barrientos[15]
- Irene Azuela como Elena[16]
- Karina Gidi como Esperanza Barrientos[17]
- Antonio de la Vega como Luis Echeverría[18]
- Hernán Del Riego como Gustavo Díaz Ordaz[19]
- Kristyan Ferrer como Beto[20]
- Andrés Delgado como David[21]
- Fernando Becerril como Alfonso Corona del Rosal[22]
- Costanza Andrade como Gabriela[23]
- Claudia Ramírez como Aída Carral
- Roberto Duarte como Navarro
- Alex Cox como Winston Scott, Jefe de la CIA en México
- Emilio Guerrero como General Marcelino García Barragán, Secretario de Defensa de Díaz Ordaz
- Javier Díaz Dueñas como Emilio Martínez Manautou, Secretario de Presidencia de Díaz Ordaz
- Arturo Echeverría como Javier Barros Sierra, Rector de la UNAM
- Fernando Bonilla como Mario Moya Palencia, Secretario de Gobernación de Echeverría
- Omar Fierro como General Hermenegildo Cuenca Díaz, Secretario de Defensa de Echeverría
- Eligio Meléndez como Don Fidel Velázquez, Líder Sindical
- Erando González como General Federico Amaya (General Mario Arturo Acosta Chaparro)
- Pedro de Tavira como Armando Barrientos
- Rodolfo Guerrero como Ramón Ochoa, Senador y Gobernador de Guerrero (Rubén Figueroa Figueroa)
- Erwin Veytia como José López Portillo
- Tomihuatzi Xelhuantzi como Arturo Durazo Moreno "El Negro"
- Alejandro Nones como Alberto Sicilia Falcón
- Juan Carlos Colombo como Eugenio Garza Sada
- Fabián Corres como Eugenio Garza Lagüera